# جنبش سینمای ناب ژاپن
جنبش سینمای ناب ژاپن (به انگلیسی: The Pure Film Movement) جنبشی در سینمای ژاپن بود که اواخر دهة ده در سینمای ژاپن آغاز شد و هدف اصلی‌اش مخالفت با رویة تئاتری در سینمای ژاپن بود. منتقدین سینمایی در نشریاتی مثل «ضبط سینمایی» و «سینمای ژاپن» انتقاداتی اساسی به سینمای اولیة ژاپن وارد ساختند. آن‌ها اعتقاد داشتند که سینمای ژاپن در اصل مبتنی بر نمایش‌های کابوکی و روایتگری بنشی‌ها در سالن‌های سینمایی است و این سینما چیزی واقعاً سینمایی در خود ندارد. آن‌ها سینمای ژاپن را نمایش‌های کابوکی فیلم‌شده می‌دانستند. اولین فیلم سینمای ناب ژاپن را نوریماسا کائریاما با نام تابش زندگی در سال ۱۹۱۸ ساخت. در این سینما از تمهیدات دراماتیک و سینمایی بیشتری استفاده شد.